# Milaan-San Remo 1980
De wielerwedstrijd Milaan-San Remo 1980 werd gereden op zondag 16 maart. Het parcours van deze 71e editie was 288 kilometer lang. De Italiaan Pierino Gavazzi won de sprint van een groep van 30 en verwees zijn landgenoot Giuseppe Saronni en de Nederlander Jan Raas naar de tweede en derde plaats. 

## Uitslag
| Milaan–San Remo 1980 |                         |                                   |          |
| Plaats               | Naam                    | Ploeg                             | Tijd     |
| Winnaar              | Pierino Gavazzi         | Magniflex-Olmo                    | 6u42'07" |
| 2                    | Giuseppe Saronni        | Gis Gelati-Colnago                | z.t.     |
| 3                    | Jan Raas                | TI- Raleigh-Creda                 | z.t.     |
| 4                    | Sean Kelly              | Splendor-Admiral                  | z.t.     |
| 5                    | Roger de Vlaeminck      | Boule d'Or-Studio Casa-Colnago    | z.t.     |
| 6                    | Francesco Moser         | Sanson-Campagnolo                 | z.t.     |
| 7                    | Jacques Bossis          | Peugeot-Esso-Michelin             | z.t.     |
| 8                    | Klaus-Peter Thaler      | Teka                              | z.t.     |
| 9                    | Giuseppe Martinelli     | San Giacomo-Benotto               | z.t.     |
| 10                   | Fons De Wolf            | Boule d'Or-Studio Casa-Colnago    | z.t.     |
| 11                   | Paul Sherwen            | La Redoute-Motobecane             | z.t.     |
| 12                   | Freddy Maertens         | San Giacomo-Benotto               | z.t.     |
| 13                   | Marcel Tinazzi          | Peugeot-Esso-Michelin             | z.t.     |
| 14                   | Dietrich Thurau         | Puch-Campagnolo-SEM               | z.t.     |
| 15                   | Gilbert Duclos-Lassalle | Peugeot-Esso-Michelin             | z.t.     |
| 16                   | Jean-Luc Vandenbroucke  | La Redoute-Motobecane             | z.t.     |
| 17                   | Roberto Ceruti          | Gis Gelati-Colnago                | z.t.     |
| 18                   | Bruno Leali             | Inoxpran                          | z.t.     |
| 19                   | Silvano Contini         | Bianchi                           | z.t.     |
| 20                   | Ludo Peeters            | IJsboerke-Warncke Eis-Koga Miyata | z.t.     |

1907 · 1908 · 1909 · 1910 · 1911 · 1912 · 1913 · 1914 · 1915 · 1916 · 1917 · 1918 · 1919 · 1920 · 1921 · 1922 · 1923 · 1924 · 1925 · 1926 · 1927 · 1928 · 1929 · 1930 · 1931 · 1932 · 1933 · 1934 · 1935 · 1936 · 1937 · 1938 · 1939 · 1940 · 1941 · 1942 · 1943 · 1944 · 1945 · 1946 · 1947 · 1948 · 1949 · 1950 · 1951 · 1952 · 1953 · 1954 · 1955 · 1956 · 1957 · 1958 · 1959 · 1960 · 1961 · 1962 · 1963 · 1964 · 1965 · 1966 · 1967 · 1968 · 1969 · 1970 · 1971 · 1972 · 1973 · 1974 · 1975 · 1976 · 1977 · 1978 · 1979 · 1980 · 1981 · 1982 · 1983 · 1984 · 1985 · 1986 · 1987 · 1988 · 1989 · 1990 · 1991 · 1992 · 1993 · 1994 · 1995 · 1996 · 1997 · 1998 · 1999 · 2000 · 2001 · 2002 · 2003 · 2004 · 2005 · 2006 · 2007 · 2008 · 2009 · 2010 · 2011 · 2012 · 2013 · 2014 · 2015 · 2016 · 2017 · 2018 · 2019 · 2020 · 2021 · 2022 · 2023 · 2024 · 2025
Lijst van beklimmingen